# Symmetrodes plana
Symmetrodes plana là một loài bướm đêm thuộc phân họ Arctiinae, họ Erebidae.